# Nebelia
- Commons
- Wikispecies

Nebelia é um género botânico pertencente à família Bruniaceae.
1. ↑  «Nebelia — World Flora Online». www.worldfloraonline.org. Consultado em 19 de agosto de 2020